# Andradina Futebol Clube
O Andradina Futebol Clube é um clube brasileiro de futebol da cidade de Andradina, interior do estado de São Paulo. Foi fundado em 28 de maio de 1963 e suas cores são o azul e o branco.

## História
O Andradina Futebol Clube foi fundado em 28 de maio de 1963, adotando as cores vermelha e branca e o escudo igual ao do América do Rio de Janeiro, posteriormente mudando para azul e branco. A estréia do Foguete da Noroeste (como é conhecido o clube) em campeonatos profissionais foi no ano de 1964, na chamada Terceira Divisão (quarta divisão do futebol paulista). No ano seguinte, o clube conquista o título da Terceira Divisão (quarta divisão) do Campeonato Paulista, seu primeiro título como clube profissional. Licenciou-se no ano de 2000, não retornando mais ao profissionalismo.

## Títulos

### Futebol profissional
| Estaduais | Estaduais                      | Estaduais | Estaduais  |
|           | Competição                     | Títulos   | Temporadas |
| --------- | ------------------------------ | --------- | ---------- |
|           | Campeonato Paulista - Série A4 | 1         | 1965       |

## Estatísticas

### Participações
| Competição | Competição      | Temporadas | Melhor campanha | Anos                        | A | R |
| São Paulo  | Série A2        | 10         | Sem dados       | 1967-1968 e 1970-1977       | – | ? |
| São Paulo  | Série A3        | 5          | Sem dados       | 1966, 1978 e 1991-1993      | ? | ? |
| São Paulo  | Série A4        | 5          | Campeão (1965)  | 1964-1965, 1990 e 1994-1995 | ? | 1 |
| São Paulo  | Segunda Divisão | 3          | Sem dados       | 1996-1997 e 2000            | – | – |